# Lijst van premiers van Egypte
Hieronder volgt een lijst van premiers van Egypte. De eerste premier trad in 1878 aan toen Egypte besloot zijn regering te baseren op het Europees model. Door de jaren verschilde de officiële naam van de staat Egypte. Zo werd die onder andere aangeduid als het Koninkrijk Egypte en het Sultanaat Egypte. Ook was Egypte van 1914 tot 1922 een Brits protectoraat.

## Premiers van Egypte (1878-heden)
| Nr.  | Premier          | Premier                                      | Ambtsperiode      | Ambtsperiode      | Partij                                       |
| ---- | ---------------- | -------------------------------------------- | ----------------- | ----------------- | -------------------------------------------- |
| 1    |                  | Nubar Pasha (1825-1899)                      | 28 augustus 1878  | 23 februari 1879  | Onafhankelijk                                |
| -    |                  | Isma'il Pasha (1830-1895)                    | 23 februari 1879  | 10 maart 1879     | Onafhankelijk                                |
| 2    |                  | Muhammad Tawfiq Pasha (1852-1892)            | 10 maart 1879     | 7 april 1879      | Onafhankelijk                                |
| 3    |                  | Muhammad Sharif Pasha (1823-1887)            | 7 april 1879      | 18 augustus 1879  | Onafhankelijk                                |
| -    |                  | Muhammad Tawfiq Pasha (1852-1892)            | 18 augustus 1879  | 21 september 1879 | Onafhankelijk                                |
| 4    |                  | Riyad Pasha (1836-1911)                      | 1 september 1879  | 10 september 1881 | Onafhankelijk                                |
| (3)  |                  | Muhammad Sharif Pasha (1823-1887)            | 14 september 1881 | 4 februari 1882   | Onafhankelijk                                |
| 5    |                  | Mahmoud Sami el-Baroudi (1838-1904)          | 4 februari 1882   | 26 mei 1882       | Onafhankelijk                                |
| 6    |                  | Isma'il Raghib Pasha (1819-1884)             | 18 juni 1882      | 21 augustus 1882  | Onafhankelijk                                |
| -    |                  | Ahmed Orabi (1841-1911)                      | 21 augustus 1882  | 13 september 1882 | Militair                                     |
| (3)  |                  | Muhammad Sharif Pasha (1823-1887)            | 21 augustus 1882  | 7 januari 1884    | Onafhankelijk                                |
| (1)  |                  | Nubar Pasha (1825-1899)                      | 10 januari 1884   | 9 juni 1888       | Onafhankelijk                                |
| (4)  |                  | Riyad Pasha (1836-1911)                      | 9 juni 1888       | 12 mei 1891       | Onafhankelijk                                |
| 7    |                  | Mustafa Fahmi Pasha (1840-1914)              | 12 mei 1891       | 15 januari 1893   | Onafhankelijk                                |
| 8    |                  | Hussein Fahri Pasha (1843-1910)              | 15 januari 1893   | 17 januari 1893   | Onafhankelijk                                |
| (4)  |                  | Riyad Pasha (1836-1911)                      | 17 januari 1893   | 16 april 1894     | Onafhankelijk                                |
| (1)  |                  | Nubar Pasha (1825-1899)                      | 16 april 1894     | 12 november 1895  | Onafhankelijk                                |
| (7)  |                  | Mustafa Fahmi Pasha (1840-1914)              | 12 november 1895  | 12 november 1908  | Onafhankelijk                                |
| 9    |                  | Boutros Ghali (1847-1910)                    | 12 november 1908  | 21 februari 1910  | Onafhankelijk                                |
| 10   |                  | Muhammad Said Pasha (1863-1928)              | 22 februari 1910  | 5 april 1914      | Onafhankelijk                                |
| 11   |                  | Hussein Rushdi Pasha (1863-1928)             | 5 april 1914      | 19 december 1914  | Onafhankelijk                                |
| 11   | 19 december 1914 | Hussein Rushdi Pasha (1863-1928)             | 12 april 1919     |                   | Onafhankelijk                                |
| (10) |                  | Muhammad Said Pasha (1863-1928)              | 21 mei 1919       | 19 november 1919  | Onafhankelijk                                |
| 12   |                  | Youssef Wahba Pasha (1865-1933)              | 19 november 1919  | 20 mei 1920       | Onafhankelijk                                |
| 13   |                  | Muhammad Tawfiq Nasim Pasha (1874-1938)      | 20 mei 1920       | 6 maart 1921      | Onafhankelijk                                |
| 14   |                  | Adli Yakan Pash (1864-1933)                  | 16 maart 1921     | 1 maart 1922      | Liberaal Grondwettelijke Partij              |
| 15   |                  | Abdel Khaliq Sarwat Pasha (1873-1928)        | 1 maart 1922      | 30 november 1922  | Liberaal Grondwettelijke Partij              |
| (13) |                  | Muhammad Tawfiq Nasim Pasha (1874-1938)      | 30 november 1922  | 15 maart 1923     | Onafhankelijk                                |
| 16   |                  | Yahya Ibrahim Pasha (1861-1936)              | 15 maart 1923     | 26 januari 1924   | Onafhankelijk                                |
| 17   |                  | Saad Zaghlul Pasha (1857-1927)               | 26 januari 1924   | 24 november 1924  | Wafd                                         |
| 18   |                  | Ahmad Ziwar Pasha (1864-1945)                | 24 november 1924  | 7 juni 1926       | Federalistische Partij                       |
| (14) |                  | Adli Yakan Pasha (1864-1933)                 | 7 juni 1926       | 26 april 1927     | Liberaal Grondwettelijke Partij              |
| (15) |                  | Abdel Khaliq Sarwat Pasha (1873-1928)        | 26 april 1927     | 16 maart 1928     | Liberaal Grondwettelijke Partij              |
| 19   |                  | Mustafa el-Nahhas Pasha (1879-1965)          | 16 maart 1928     | 27 juni 1928      | Wafd                                         |
| 20   |                  | Muhammad Mahmoud Pasha (1877-1941)           | 27 juni 1928      | 4 oktober 1929    | Liberaal Grondwettelijke Partij              |
| (14) |                  | Adli Yakan Pasha (1864-1933)                 | 4 oktober 1929    | 1 januari 1930    | Liberaal Grondwettelijke Partij              |
| (19) |                  | Mustafa el-Nahhas Pasha (1879-1965)          | 1 januari 1930    | 20 juni 1930      | Wafd                                         |
| 21   |                  | Isma'il Sidqi Pasha (1875-1950)              | 20 juni 1930      | 22 september 1933 | Volkspartij                                  |
| 22   |                  | Abdel Fattah Yahya Ibrahim Pasha (1876-1951) | 22 september 1933 | 15 november 1934  | Uniepartij                                   |
| (13) |                  | Muhammad Tawfiq Nasim Pasha (1874-1938)      | 15 november 1934  | 30 januari 1936   | Uniepartij                                   |
| 23   |                  | Ali Mahir Pasha (1882-1960)                  | 30 januari 1936   | 9 mei 1936        | Uniepartij                                   |
| (19) |                  | Mustafa el-Nahhas Pasha (1879-1965)          | 9 mei 1936        | 29 december 1937  | Wafd                                         |
| (20) |                  | Muhammad Mahmoud Pasha (1877-1941)           | 29 december 1937  | 18 augustus 1939  | Wafd                                         |
| (23) |                  | Ali Mahir Pasha (1882-1960)                  | 18 augustus 1939  | 28 juni 1940      | Uniepartij                                   |
| 24   |                  | Hassan Sabry Pasha (1879-1940)               | 28 juni 1940      | 15 november 1940  | Onafhankelijk                                |
| 25   |                  | Hussein Sirri Pasha (1894-1960)              | 15 november 1940  | 6 februari 1942   | Onafhankelijk                                |
| (19) |                  | Mustafa el-Nahhas Pasha (1879-1965)          | 6 februari 1942   | 10 oktober 1944   | Wafd                                         |
| 26   |                  | Ahmed Maher Pasha (1888-1945)                | 10 oktober 1944   | 24 februari 1945  | Saadist Institutionele Partij                |
| 27   |                  | Mahmoud an-Nukrashi Pasha (1888-1948)        | 26 februari 1945  | 17 februari 1946  | Saadist Institutionele Partij                |
| (21) |                  | Isma'il Sidqi Pasha (1875-1950)              | 17 februari 1946  | 9 december 1946   | Volkspartij                                  |
| (27) |                  | Mahmoud an-Nukrashi Pasha (1888-1948)        | 9 december 1946   | 28 december 1948  | Saadist Institutionele Partij                |
| 28   |                  | Ibrahim Abdel Hadi Pasha (1896-1981)         | 28 december 1948  | 26 juli 1949      | Saadist Institutionele Partij                |
| (25) |                  | Hussein Sirri Pasha (1894-1960)              | 26 juli 1949      | 12 januari 1950   | Onafhankelijk                                |
| (19) |                  | Mustafa el-Nahhas Pash (1879-1965)           | 12 januari 1950   | 27 januari 1952   | Wafd                                         |
| (23) |                  | Ali Mahir Pasha (1882-1960)                  | 27 januari 1952   | 2 maart 1952      | Uniepartij                                   |
| 29   |                  | Ahmad Najib al-Hilali Pasha (1891-1958)      | 2 maart 1952      | 2 juli 1952       | Onafhankelijk                                |
| (25) |                  | Hussein Sirri Pasha (1894-1960)              | 2 juli 1952       | 22 juli 1952      | Onafhankelijk                                |
| (29) |                  | Ahmad Najib al-Hilali Pasha (1891-1958)      | 22 juli 1952      | 23 juli 1952      | Onafhankelijk                                |
| (23) |                  | Ali Mahir Pasha (1882-1960)                  | 23 juli 1952      | 7 september 1952  | Uniepartij                                   |
| 30   |                  | Mohammed Naguib (1901-1984)                  | 7 september 1952  | 18 juni 1953      | Militair-Bevrijdingsfront                    |
| 30   | 18 juni 1953     | Mohammed Naguib (1901-1984)                  | 25 februari 1954  |                   | Militair-Bevrijdingsfront                    |
| 31   |                  | Gamal Abdel Nasser (1918-1970)               | 25 februari 1954  | 8 maart 1954      | Militair-Bevrijdingsfront                    |
| (30) |                  | Mohammed Naguib (1901-1984)                  | 8 maart 1954      | 18 april 1954     | Militair-Bevrijdingsfront                    |
| (31) |                  | Gamal Abdel Nasser (1918-1970)               | 18 april 1954     | 22 februari 1958  | Militair-Bevrijdingsfront-Nationale Unie     |
| (31) | 22 februari 1958 | Gamal Abdel Nasser (1918-1970)               | 29 september 1962 |                   | Militair-Bevrijdingsfront-Nationale Unie     |
| 32   |                  | Ali Sabry (1920-1991)                        | 29 september 1962 | 3 oktober 1965    | Nationale Unie-Arabische Socialistische Unie |
| 33   |                  | Zakaria Mohieddin (1918-2012)                | 3 oktober 1965    | 10 september 1966 | Arabische Socialistische Unie                |
| 34   |                  | Muhammad Sedki Sulayman (1919-1996)          | 10 september 1966 | 19 juni 1967      | Arabische Socialistische Unie                |
| (31) |                  | Gamal Abdel Nasser (1918-1970)               | 19 juni 1967      | 28 september 1970 | Arabische Socialistische Unie                |
| 35   |                  | Mahmoud Fawzi (1900-1981)                    | 21 oktober 1970   | 2 september 1971  | Arabische Socialistische Unie                |
| (35) |                  | Mahmoud Fawzi (1900-1981)                    | 2 september 1971  | 17 januari 1972   | Arabische Socialistische Unie                |
| 36   |                  | Aziz Sedki (1920-2008)                       | 17 januari 1972   | 26 maart 1973     | Arabische Socialistische Unie                |
| 37   |                  | Anwar Sadat (1918-1981)                      | 26 maart 1973     | 25 september 1974 | Arabische Socialistische Unie                |
| 38   |                  | Abd El Aziz Muhammad Hegazi (1923-2014)      | 25 september 1974 | 16 april 1975     | Arabische Socialistische Unie                |
| 39   |                  | Mamdouh Salem (1918-1988)                    | 16 april 1975     | 2 oktober 1978    | Arabische Socialistische Unie                |
| 40   |                  | Mustafa Khalid (1920-2008)                   | 2 oktober 1978    | 15 mei 1980       | Nationaaldemocratische Partij                |
| (37) |                  | Anwar Sadat (1918-1981)                      | 15 mei 1980       | 6 oktober 1981    | Nationaaldemocratische Partij                |
| 41   |                  | Hosni Mubarak (1928-2020)                    | 7 oktober 1981    | 2 januari 1982    | Nationaaldemocratische Partij                |
| 42   |                  | Ahmad Fuad Mohieddin (1926-1984)             | 2 januari 1982    | 5 juni 1984       | Nationaaldemocratische Partij                |
| 43   |                  | Kamal Hassan Ali (1921-1993)                 | 17 juli 1984      | 4 september 1985  | Nationaaldemocratische Partij                |
| 44   |                  | Ali Lutfi Mahmud (1935)                      | 4 september 1985  | 10 november 1986  | Nationaaldemocratische Partij                |
| 45   |                  | Atef Sedki (1930-2005)                       | 10 november 1986  | 4 januari 1996    | Nationaaldemocratische Partij                |
| 46   |                  | Kamal Ganzouri (1933-2021)                   | 4 januari 1996    | 5 oktober 1999    | Nationaaldemocratische Partij                |
| 47   |                  | Atef Ebeid (1932-2014)                       | 5 oktober 1999    | 14 juli 2004      | Nationaaldemocratische Partij                |
| 48   |                  | Ahmed Nazif (1952)                           | 14 juli 2004      | 31 januari 2011   | Nationaaldemocratische Partij                |
| 49   |                  | Ahmed Shafik (1941)                          | 31 januari 2011   | 3 maart 2011      | Nationaaldemocratische Partij                |
| 50   |                  | Essam Sharaf (1952)                          | 3 maart 2011      | 7 december 2011   | Onafhankelijk                                |
| (46) |                  | Kamal Ganzouri (1933-2021)                   | 7 december 2011   | 24 juli 2012      | Onafhankelijk                                |
| 51   |                  | Hesham Qandil (1962)                         | 24 juli 2012      | 3 juli 2013       | Onafhankelijk                                |
| -    |                  | Hazem al-Beblawi (1936)                      | 16 juli 2013      | 1 maart 2014      | Onafhankelijk                                |
| 52   |                  | Ibrahim Mahlab (1949)                        | 1 maart 2014      | 19 september 2015 | Onafhankelijk                                |
| 53   |                  | Sherif Ismail (1955-2023)                    | 19 september 2015 | 7 juni 2018       | Onafhankelijk                                |
| 54   |                  | Moustafa Madbouly (1966)                     | 7 juni 2018       | heden             | Onafhankelijk                                |